# Ecsenius bicolor
Espèce
Statut de conservation UICN

 LC  : Préoccupation mineure
Ecsenius bicolor est un poisson de la famille des Blenniidae que l'on rencontre dans les récifs indo-pacifiques.

## Description
La taille maximale connue pour Ecsenius bicolor est de 140 mm.